# هجی انگشتی

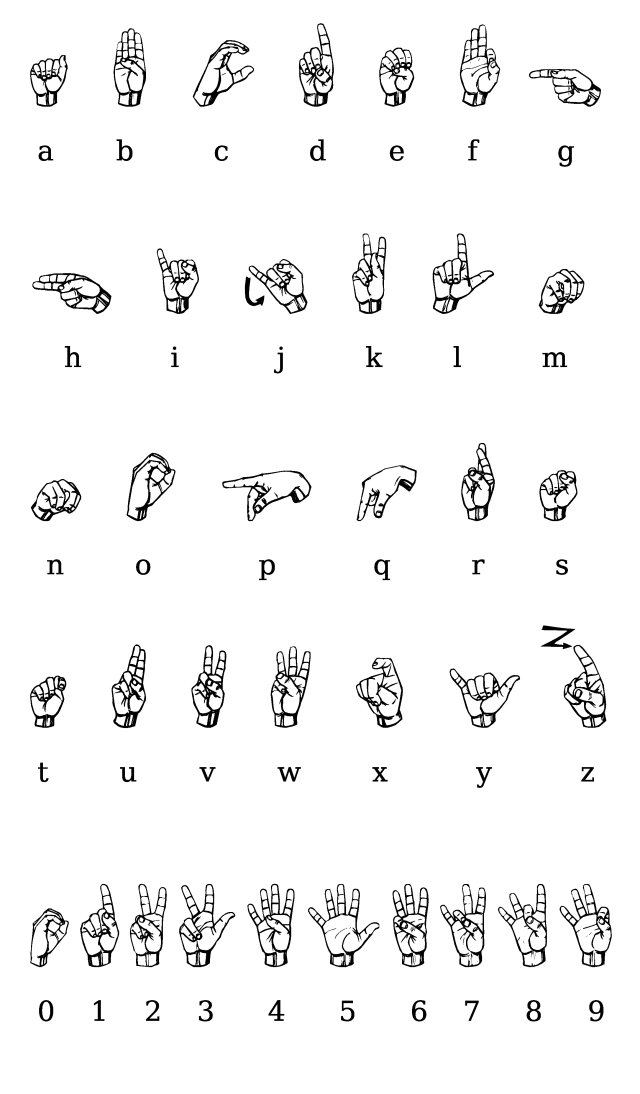
الفبای هجی انگشتی آمریکایی.

به کار بردن انگشتان به جای حروف را هِجّی انگشتی می‌گویند. هجی انگشتی نوعی ارتباط دستی است که در آن واژه‌ها حرف‌به‌حرف با استفاده از شکل‌های دستی معیار هجی می‌شوند. به آن، گفتار انگشتی هم می‌گویند.
در این نوع از روش ارتباطی، فرد برای نشان دادن حروف الفبا، انگشتان یک دست را روی دست دیگر قرار می‌دهد (هر کدام از حروف الفبا به نوعی خاص). در واقع این روش مکمل نام‌های اشاره‌ای (درمورد اسامی و اماکن) است وخودش به تنهایی روش اشاره‌ای مستقلی نیست.
هجی انگشتی در زبان‌های اشاره، اغلب برای نام‌های خاص و فنی یا واژه‌های تخصصی گرفته شده از زبان‌های گفتاری استفاده می‌شوند. استفاده از هجی انگشتی به عنوان شاهد گرفته شده بود که زبان‌های اشاره شکل‌های ساده شده زبان‌های شفاهی هستند، ولی در واقع آن یک ابزار منحصربه‌فرد در میان بقیه است. هجی انگشتی گاهی می‌تواند به عنوان منبعی از اشارات جدید باشد که علامت‌های لغوی نامیده می‌شوند.
روش هجی انگشتی بیشتر توسط افراد ناشنوا استفاده می‌شود و در آن الفبای انگشتی توسط یک دست (در آمریکا) یا هر دو دست (در انگلستان) مورد استفاده قرار می‌گیرد تا واژه‌های زبان نوشتاری را حرف به‌حرف هجی کند، این روش ممکن است به‌تنهائی یا همراه گفتار و لب‌خوانی به کار گرفته شود.